# Conodonten
Die Conodonten (Conodonta (gr. für „Kegelzähne“)) sind eine ausgestorbene Gruppe von Tieren, die ausnahmslos im Meer lebten. Ihre charakteristischen fossilen Überreste bilden eine der wichtigsten Gruppen von Mikrofossilien. Sie wurden 1856 von Christian Heinrich Pander erstmals wissenschaftlich beschrieben und werden heute meist den Chordatieren (Chordata) oder sogar den Wirbeltieren (Vertebrata) zugeordnet.
Die zahnähnlichen Hartteile der Kopfregion dieser Tiere, die zusammen den sogenannten Conodonten-Apparat bilden, sind als Fossilien bereits seit etwa 1850 bekannt. Aber erst in den 1980er und 90er Jahren konnten erste Beschreibungen der Weichteilanatomie der „Conodontentiere“ veröffentlicht werden, nachdem in Gesteinsproben aus der Gegend um Edinburgh und im südafrikanischen Soom-Schiefer entsprechende fossile Überreste entdeckt worden waren. Obwohl bislang über 3000 Conodonten-Arten beschrieben wurden und sie damit die artenreichste fossile Gruppe der Chordatiere stellen, sind die Weichkörper nahezu aller dieser Arten nach wie vor unbekannt. Die ältesten Conodonten stammen aus frühkambrischen, etwa 542 Millionen Jahre alten Sedimentgesteinen. Die jüngsten finden sich in den 200 Millionen Jahre alten Ablagerungen der oberen Trias. Mit dem Massenaussterben an der Trias-Jura-Grenze verschwinden die Conodonten aus dem Fossilbericht.

## Merkmale und Paläobiologie

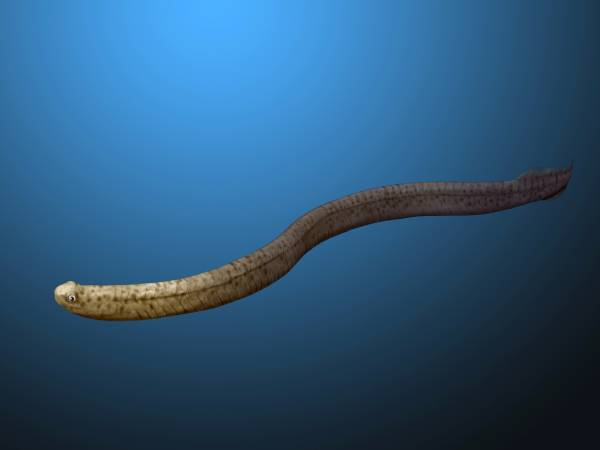
Künstlerische Lebendrekonstruktion eines „Conodonten-Tiers“ (hier Promissum pulchrum aus dem oberordovizischen Soom Shale von Südafrika) nach der vorherrschenden Lehrmeinung

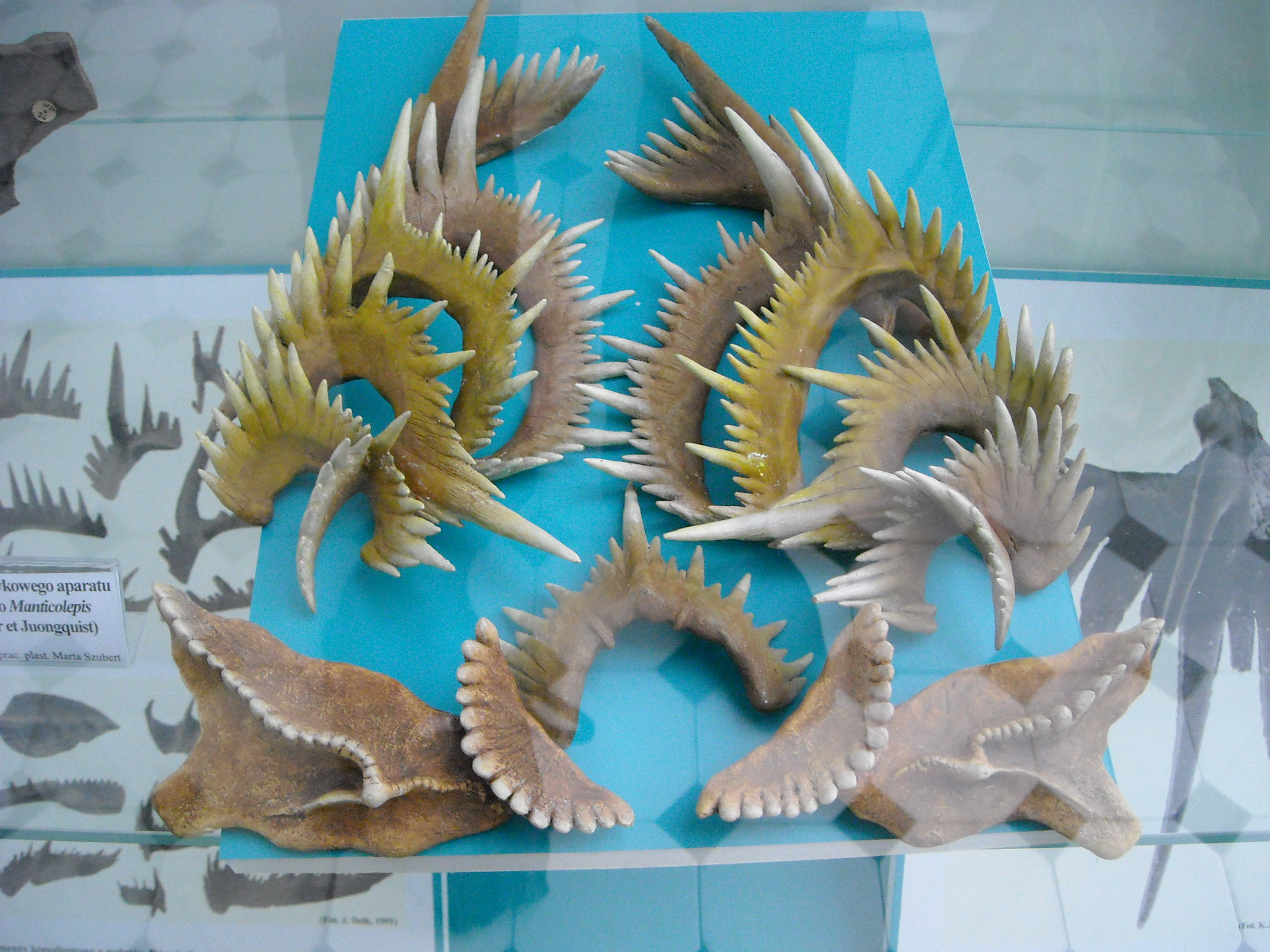
Modell des Kieferapparates von Manticolepis subrecta aus dem Oberdevon von Polen in ca. 20-facher Vergrößerung.

Nach dem, was man aus den wenigen Weichkörperfossilien ableiten zu können glaubt, besaßen die Conodonten einen lanzettförmigen Habitus mit seitlich abgeflachtem Körper. Die längsten Individuen erreichten wahrscheinlich bis zu 40 Zentimeter Länge. Ob sie im freien Wasser (pelagisch) lebten oder teilweise oder vollständig im Sediment eingegraben (endobenthisch), kann anhand der Fossilien nicht gesagt werden. Möglicherweise saß eine asymmetrische, saumartige Schwanzflosse am Körperende, die für eine frei schwimmende Fortbewegung spräche. In seiner gesamten Länge wurde der Körper von einer bandförmigen Struktur durchzogen, die als Chorda dorsalis gedeutet wird. Bei V-förmigen Schatten in den Weichkörperfossilien könnte es sich um Muskelsegmente (Myomere) handeln. Das Vorderende des Körpers („Kopf“) zeigt bei einigen Exemplaren aus Schottland ausladende paarige dunkle Strukturen, die als große seitwärts gerichtete Augen interpretiert werden und damit als Hinweis auf einen relativ hohen Zerebralisationsgrad, hoch entwickelte visuelle Wahrnehmung und eine Lebensweise als aktive Jäger. Alle diese Deutungen sind jedoch umstritten. Unstrittig ist lediglich, dass sich im Bereich des Kopfes der Conodonten-Apparat befand, der sicherlich eine Funktion im Zusammenhang mit der Nahrungsaufnahme hatte.
Der Conodonten-Apparat war aus einzelnen zahnähnlichen mineralischen Strukturen, den Conodonten-Elementen, aufgebaut. Vor Entdeckung der Weichkörperfossilien galt die Bezeichnung „Conodonten“ ausschließlich für diese mineralischen Elemente, und auch heute noch sind oft nur diese gemeint, wenn von „Conodonten“ gesprochen wird, weil nur sie in aller Regel fossil überliefert sind. Diese zahnartigen Elemente sind in der Regel sehr klein. Mit Größen von meist 0,1 bis 2 Millimetern gehören sie zu den Mikrofossilien. Nur wenige Conodonten-Elemente mit einer Größe von mehr als 10 Millimetern sind bekannt. Aufgebaut sind sie aus Apatit mit einem geringen Anteil an Kalziumkarbonat (unstöchiometrische Summenformel: Ca5Na0,14(PO4)3,01(CO3)0,16F0,73(H2O)0,85).
Obwohl die Elemente des Conodonten-Apparates hinsichtlich ihrer chemischen Zusammensetzung Ähnlichkeiten mit den Zähnen der Kiefermäuler aufweisen, ist dies allein noch kein sicherer Hinweis auf eine stammesgeschichtliche Verwandtschaft zwischen Conodonten und Wirbeltieren. Skelettelemente aus Kalziumphosphat kommen nämlich – besonders im Altpaläozoikum – bei bis zu 19 verschiedenen nicht näher miteinander verwandten Tierstämmen vor. Obwohl sie mittlerweile auch funktionell als „Zähne“ interpretiert werden, sind sie den Zähnen der Kiefermäuler nicht homolog: diese gingen aus den stark mineralisierten, zahnartigen Schuppen ursprünglicher kieferloser Fische hervor, wie sie in abgewandelter Form heute noch bei Haien auftreten, während die Conodonten wesentlich ursprünglicher gebaut sind und keine Schuppen oder ähnliche äußere Hartteile besaßen.
Die zu Lebzeiten einzeln im Weichgewebe verankerten Elemente des Conodonten-Apparates zeigen zudem einen Wachstumsmodus, der sich von Wirbeltierzähnen grundlegend unterscheidet. Bei Wirbeltierzähnen werden vorwiegend in der Zahnhöhle, der Pulpahöhle, neue Schichten aus Dentin an die Innenseite des Zahnes angelagert. Die Pulpahöhle wird daher mit zunehmendem Lebensalter immer kleiner. Conodonten-Elemente besitzen keine Pulpahöhle. Sie wachsen, indem von außen her immer neue Schichten aus Apatit angelagert werden. Auf diese Weise konnten sogar Frakturen „verheilen“. Die Conodonten-Elemente mussten daher zumindest periodisch allseitig von dem Weichgewebe, welches den Apatit abgeschieden hatte, umschlossen gewesen sein. Anderenfalls wäre die Auflagerung neuer, ununterbrochener Schichten auf die Frakturen nicht möglich gewesen. Solche Wachstumsdiskontinuitäten wurden bereits in den 1930er und 40er Jahren lichtmikroskopisch an Dünnschliffen isolierter Conodonten-Elemente beobachtet.

## Bedeutung

### Stratigraphie
Der sehr rasche Formwandel und die dadurch ermöglichte hohe zeitliche Auflösung sowie die Menge der gefundenen winzigen Conodonten-Elemente machen sie zu sehr bedeutenden Leitfossilien in der Stratigraphie. Auf der Basis der Fossilien wurde eine sehr feingliedrige Unterteilung des Paläozoikums wie auch von Teilen des Mesozoikums vorgenommen, da die meisten Arten nur für sehr kurze Perioden in dieser Erdepoche auftraten, aufgrund ihrer (pelagischen) Lebensweise weit verbreitet waren und ihre Fossilien in diversen Sedimentgesteinen auftreten (Faziesunabhängigkeit).

### Rohstoffgeologie
Die Conodonten-Elemente zeigen im Inneren eine Wechsellagerung von Skelettphosphat und organischer Substanz. Durch hohe Temperaturen bei der Diagenese (Sedimentverfestigung infolge der Auflast überlagernder Gesteinsschichten) kommt es in Abhängigkeit von der Versenkungstiefe zur Inkohlung der organischen Substanz und die ursprünglich cremefarbenen Elemente verfärben sich dunkel und sind bei etwa 300 °C schwarz. Noch höhere Temperaturen führen über verschiedene Graustufen wieder zu einer Aufhellung. Bei 700 °C sind die Elemente vollkommen weiß und oftmals durchsichtig. Auf der temperaturabhängigen Verfärbung beruht eine siebenstufige Farbskala, der so genannte Conodont Alterations Index (CAI), der ein Maß für die thermische Überprägung und den Grad der Metamorphose des Gesteins ist. Bei hohen CAI-Werten waren in den Sedimenten für einen bestimmten Zeitraum keine Kohlenwasserstoffe stabil, sie können daher keine Speichergesteine für Erdöl sein. Die Verfärbung von Conodonten ist daher ein wichtiger Indikator bei der Prospektion auf Erdöl und Erdgas.

## Systematik
Obwohl die Conodonten-Elemente schon sehr lange bekannt sind, war ihre systematische Einordnung immer kontrovers. Bis ins späte 20. Jahrhundert hinein wurden sie meist in die Nähe der Gliederwürmer (Annelida) gestellt. Die bereits von Christian Heinrich Pander im 19. Jahrhundert vertretene These, dass Conodonten Wirbeltiere seien, erhielt im Jahre 1982 neue Nahrung: Bei Untersuchungen des Briten Euan Clarkson an bereits 1925 im Bezirk Edinburgh gesammelten Proben des unterkarbonischen „Granton Shrimp Beds“ gelang der erste Fund von Conodontentieren in Weichteilerhaltung. Die flachgedrückten und relativ kontrastarmen Überreste des Weichkörpers zeigten Merkmale, die sich mit denen von primitiven Chordatieren (Lanzettfischchen) in Übereinstimmung bringen ließen. Clarkson publizierte die Funde und deren Interpretation zusammen mit zwei Kollegen im Jahr 1983. Damit wurde der Grundstein gelegt für die heute vorherrschende Lehrmeinung, dass zumindest die „höheren“ Conodonten (Euconodonta) mit ihren komplexen Kieferapparaten, denen die als Clydagnathus? cf. cavusformis bestimmten Stücke aus dem „Granton Shrimp Bed“ zuzuordnen waren, primitive Chordaten sind. Ähnliche Funde aus anderen Gebieten der Erde, speziell aus dem oberordovizischen Soom-Schiefer (Cederberg-Formation) von Südafrika (Promissum pulchrum) festigten die These nachfolgend.
Einige britische Paläontologen begannen schließlich, Conodonten als primitive Wirbeltiere oder sogar als Stammgruppenvertreter der Gnathostomen zu betrachten. Zumindest gegen letztgenannte Sichtweise sprechen jedoch unter anderem das völlige Fehlen von Hartteilen neben den Kieferapparaten und die nachweislich konvergente Entstehung der Zähne bei Conodonten und Gnathostomen (siehe auch Merkmale).

## Sonstiges
Die Pander Society ist eine Vereinigung von Conodonten-Forschern.

## Einzelbelege
1. ↑  Paul Selden, John Nudds: Fenster zur Evolution – Berühmte Fossilfundstellen der Welt (übersetzt von Jens Seeling). Elsevier Spektrum Akademischer Verlag, München 2007, ISBN 978-3-8274-1771-8, S. 29
2. ↑  Mark A. Purnell: Large eyes and vision in conodonts. Lethaia. Bd. 28, Nr. 2, 1995, S. 187–188, doi:10.1111/j.1502-3931.1995.tb01612.x (alternativer Volltextzugriff: ResearchGate)
3. 1 2  Judith Wright: Conodont Apatite: Structure and Geochemistry. In: Joseph G. Carter (Hrsg.): Skeletal Biomineralization: Patterns, Processes and Evolutionary Trends. Short Courses in Geology. Bd. 5, 1989, S. 149–163, doi:10.1029/SC005p0149 (alternativer Volltextzugriff: American Geophysical Union (Seite nicht mehr abrufbar, festgestellt im Dezember 2023. Suche in Webarchiven)  Info: Der Link wurde automatisch als defekt markiert. Bitte prüfe den Link gemäß Anleitung und entferne dann diesen Hinweis.)
4. ↑  David Jones, Alistair R. Evans, Emily J. Rayfield, Karen K. W. Siu, Philip C. J. Donoghue: Testing microstructural adaptation in the earliest dental tools. Biology Letters. Bd. 8, Nr. 6, 2012, S. 952–955, doi:10.1098/rsbl.2012.0487
5. ↑  Erik Cowing Katvala, Charles M. Henderson: Chemical element distributions within conodont elements and their functional implications. Paleobiology. Bd. 38, Nr. 3, 2012, S. 447–458, doi:10.1666/11038.1
6. ↑  Philip C. J. Donoghue: Growth and patterning in the conodont skeleton. Philosophical Transactions of The Royal Society B. Bd. 353, Nr. 1368, 1998, S. 633–666, doi:10.1098/rstb.1998.0231 (alternativer Volltextzugriff: ResearchGate)
7. ↑  Christian Heinrich Pander: Monographie der fossilen Fische des silurischen Systems der russisch-baltischen Gouvernements. Buchdruckerei der Kaiserlichen Akademie der Wissenschaften, St. Petersburg 1856 (HathiTrust).
8. ↑  S. E. Gabbott, R. J. Aldridge, N. N. Theron: A giant conodont with preserved muscle tissue from the Upper Ordovician of South Africa. Nature. Bd. 347, 1995, S. 800–803, doi:10.1038/374800a0.
9. ↑  Susan Turner, Carole J. Burrow, Hans-Peter Schultze, Alain Blieck, Wolf-Ernst Reif, Carl B. Rexroad, Pierre Bultynck, Godfrey S. Nowlan: False teeth: conodont-vertebrate phylogenetic relationships revisited. Geodiversitas. Bd. 32, Nr. 4, 2010, S. 545–594, doi:10.5252/g2010n4a1 (alternativer Volltextzugriff: MNHN).